# Floida Kërpaçi
Floida Kërpaçi (ur. 17 maja 1994 w Sarandzie) – albańska polityczka. Deputowana Zgromadzenia Albanii.

## Życiorys
Kërpaçi urodziła się 17 maja 1994 roku w Sarandzie.

### Edukacja i kariera zawodowa
W 2013 roku rozpoczęła studia na Uniwersytecie Medycznym w Tiranie na specjalizacji farmaceutycznej.

### Działalność polityczna
W wyborach samorządowych w 2015 roku została członkinią rady miejskiej Tirany.
W czerwcu 2016 roku została członkinią krajowego komitetu sterującego i członkinią prezydium Socjalistycznego Ruchu Integracji. W tym samym miesiącu została Przewodniczącą Ruchu Młodzieży na rzecz Integracji, młodzieżówki Socjalistycznego Ruchu na rzecz Integracji.
W grudniu 2016 roku została członkinią Sojuszu Młodych Radnych Gminy Tirana.
W wyniku wyborów parlamentarnych w 2017 roku została deputowaną Zgromadzenia Albanii.